# Sardar Azmoun
Sardar Azmoun (persiska: سردار آزمون), född 1 januari 1995 i Gonbad-e Kavus, är en iransk fotbollsspelare som spelar för emiratiska Shabab Al Ahli. Han representerar även Irans fotbollslandslag.

## Karriär
Den 1 februari 2019 värvades Azmoun av Zenit Sankt Petersburg, där han skrev på ett 3,5-årskontrakt.
Den 22 januari 2022 värvades Azmoun av tyska Bayer Leverkusen, där han skrev på ett femårskontrakt med start den 1 juli 2022. Den 30 januari 2022 verkställdes övergången istället med omedelbar verkan. Den 26 augusti 2023 lånades Azmoun ut till Roma på ett säsongslån med köpoption.
I juli 2024 värvades Azmoun av emiratiska Shabab Al Ahli, där han skrev på ett treårskontrakt.